# Pseudoschoenionta libellula
Pseudoschoenionta libellula là một loài bọ cánh cứng trong họ Cerambycidae.